# Санто-Доминго (кантон)
Санто-Доминго (исп. Santo Domingo) — кантон в провинции Эредия Коста-Рики.

## География
Находится на крайнем юге провинции. Граничит на юге с провинцией Сан-Хосе. Административный центр — Санто-Доминго.

## Округа
Кантон разделён на 8 округов:
1. Санто-Доминго
2. Сан-Висенте
3. Сан-Мигель
4. Парасито
5. Санто-Томас
6. Санта-Роса
7. Турес
8. Пара